# Alexander Riedel (Regisseur)

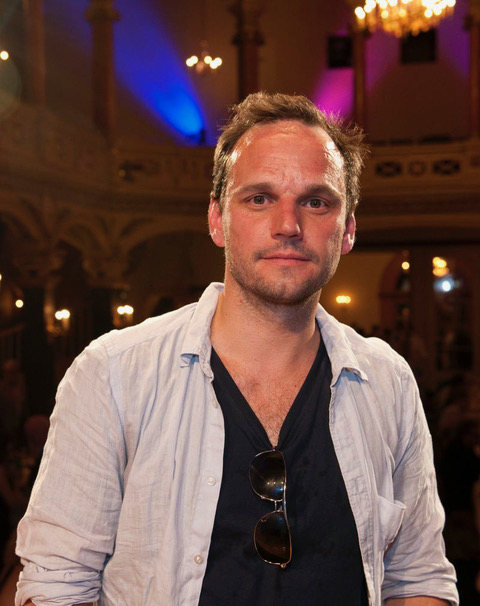
Alexander Riedel (2009)

Alexander Riedel (* 11. Februar 1969 in Augsburg) ist ein deutscher Regisseur, Filmproduzent und Kameramann. 

## Leben und Werk
Alexander Riedel machte nach der Schule zuerst eine Banklehre, holte dann auf dem zweiten Bildungsweg das Abitur nach und studierte anschließend Politikwissenschaften. Dieses Studium brach er 1996 wieder ab, um an der HFF München Regie zu studieren. 2001 gründete er mit der Regisseurin und Produzentin Bettina Timm in München die Filmproduktionsfirma Pelle Film.
Mit dieser Filmproduktionsfirma produzierte er 2007 seinen Abschlussfilm an der HFF München Draussen Bleiben. Der Dokumentarfilm, der zwei in einem Flüchtlingsheim lebende Mädchen begleitet, hatte seine Premiere auf den Hofer Filmtagen. Riedel wurde für den Film u. a. auf dem DOK Leipzig und beim Dokfest München ausgezeichnet, beim SWR Dokufestival erhielt er 2009 den mit 3000 Euro dotierten Förderpreis Haus des Dokumentarfilms.
2010 kam Riedels erster Spielfilm Morgen das Leben heraus, der u. a. auf dem Filmfest München gezeigt wurde. Der Kritiker Michael Althen betonte in einer Besprechung die Genauigkeit von Riedels Blick. Gleichzeitig zwinge der Filmemacher dem Geschehen keine unpassende Dramaturgie auf und verzichte darauf, nur das Offensichtliche zu zeigen.
Kennzeichnend für Riedels filmische Arbeit ist das Verwischen der Grenzen zwischen Dokumentar- und Spielfilm. In der Deutschen Welle wurde Riedel als „Grenzgänger der filmischen Stile“ bezeichnet. In seinen Dokumentarfilmen verzichtet er auf Off-Texte oder einordnende Interviews als Stützwerk.
Riedel zeigt in seinen Filmen vorzugsweise Menschen im Alltag. Bei der Vorbereitung seiner Filmprojekte setzt er die Fotografie zur Annäherung an den Stoff ein. Aus der fotografischen Vorbereitung von Draussen bleiben entstand so eine Bilderserie, die 2008 in der Münchner Seidlvilla ausgestellt wurde.
Das Schicksal einer der beiden Protagonistinnen von Draussen bleiben verfolgte Riedel im 2015 herausgekommenen Dokumentarfilm Valentina, 26, der 2015 auf dem Dok Leipzig lief. Im selben Jahr übernahm Riedel die Regie der 18 Folgen à 15 Minuten umfassenden Serie Hey Uni, die auf ARD-alpha ausgestrahlt wurde.
U.a. beim Dokumentarfilm Cosmic Station aus dem Jahr 2008 übernahm Riedel die Kameraarbeit. Auch dieser Film wurde auf einigen Festivals, wie z. B. dem FID Marseille, dem Internationalen Filmfestival Karlovy Vary und dem Vancouver International Filmfestival gezeigt. Er gewann den Deutschen Kurzfilmpreis 2008. Geschildert wird der Alltag von fünf Wissenschaftlern und Technikern, die in einer abgelegenen Forschungsstation auf einem armenischen Berg Daten zur kosmischen Strahlung sammeln. Die Deutsche Film- und Medienbewertung bezeichnete Cosmic Station als „eindrückliche Dokumentation, exzellent beobachtet“ und hob die „Reduzierung der filmischen Mittel“, z. B. durch Riedels statische Kameraarbeit, hervor.
Die Dreharbeiten zu seinem dokumentarischen Langzeitprojekt Nach der Arbeit dauerten drei Jahre. Der Episodenfilm beschäftigt sich mit dem Wert der Arbeit und konzentriert sich dabei auf fünf Hauptfiguren im Übergang zwischen Berufsleben und Ruhestand. Nach der Arbeit hatte Uraufführung auf den Hofer Filmtagen 2021 und lief auf dem DOKfest München 2022.
Riedel produziert neben seinen eigenen Filmen auch Werke anderer Filmemacher. Er ist Mitglied der Deutschen Filmakademie und gehörte zur Jury des Deutschen Filmpreises 2019.

## Filmografie (Auswahl)
- 2003: Nachtschicht (Regie)
- 2004: Herr Zhu (Kurzfilm; Kamera)
- 2007: Draussen bleiben (Regie)
- 2008: Cosmic Station (Kurzfilm; Kamera, Produzent)
- 2010: Ich koch! (Kamera, Produzent)
- 2010: Morgen das Leben (Regie)
- 2011: Hundsbuam – Die letzte Chance (Regie)
- 2012: Kiran, Kurzfilm (Co-Regie, Produzent)
- 2013: Gastarbeiter Gottes (Regie)
- 2015: Valentina, 26 (Regie)[7]
- 2015: Hey Uni (Regie, Produzent)[16]
- 2021: Nach der Arbeit (Regie, Kamera, Schnitt, Produzent)
- 2024: Wind – Die Vermessung des großen Luftozeans

## Auszeichnungen
- 2009: Förderpreis Haus des Dokumentarfilms für Draussen Bleiben[17]
- 2008: Deutscher Kurzfilmpreis für Cosmic Station (Bettina Timm / Buch und Regie, Alexander Riedel / Kamera und Philip Vogt / Ton)[18]
- 2008: Förderpreis Dokumentarfilm des FilmFernsehFonds Bayern auf dem Dokumentarfilmfestival München für Draussen Bleiben[18]
- 2008: Starter-Filmpreis der Stadt München für Draussen bleiben[18]